# 王瑛 (1966年)
王瑛（1966年—），白族，云南洱源人，中华人民共和国政治人物、第十一届全国人民代表大会云南地区代表。
毕业于大理医学院临床医学专业。担任云南省大理白族自治州人民医院医保科主任。2008年起担任全国人大代表。